# Crawler-transporter

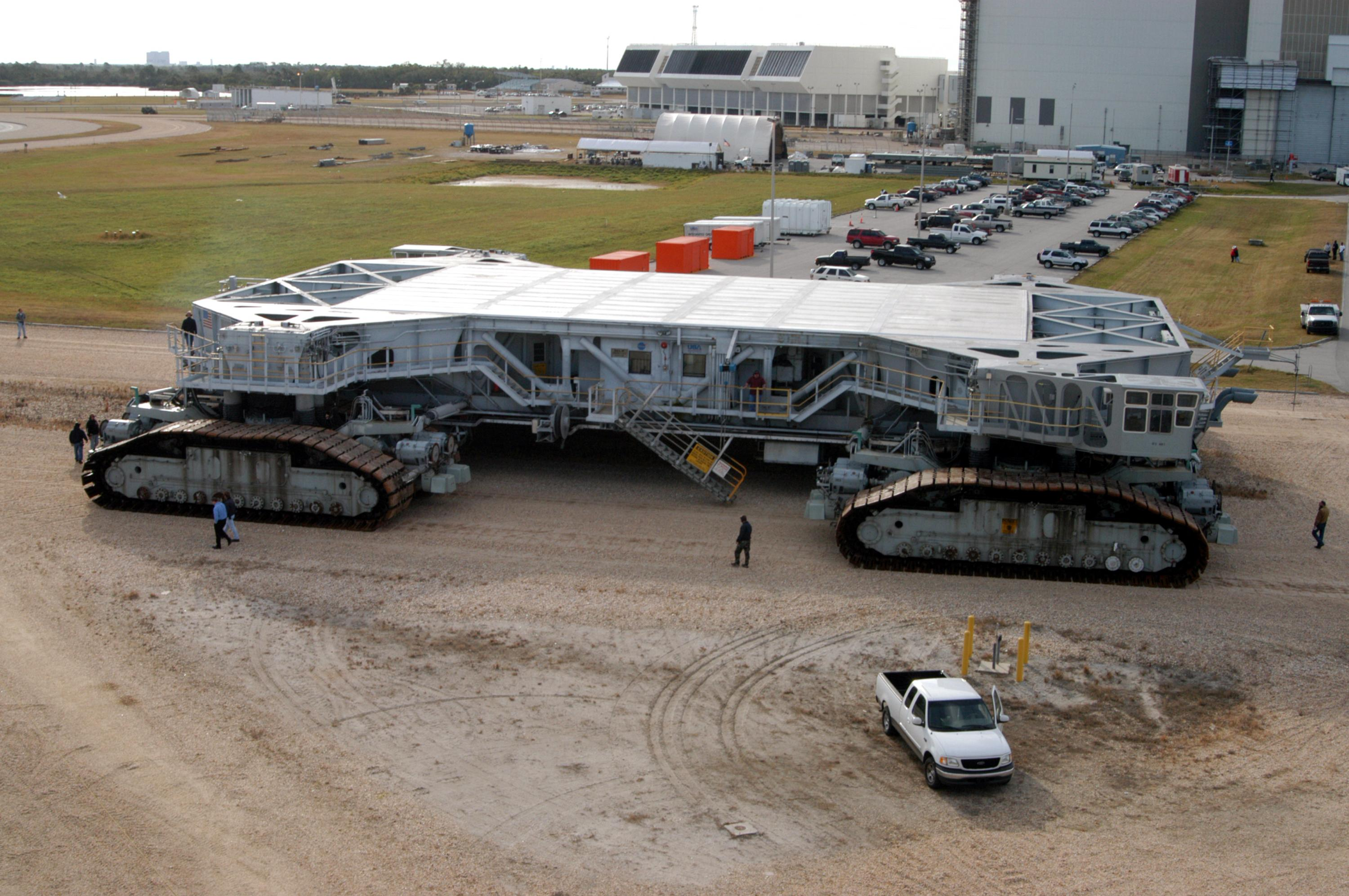
Crawler-transporter #2 w grudniu 2004 r.

Crawler-transporter stanowi jeden z pary pojazdów z napędem gąsienicowym, należących do NASA, używanych do transportu statków kosmicznych z Vehicle Assembly Building (VAB), drogą Crawlerway do stanowisk startowych 39 w Centrum Kosmicznym imienia Johna F. Kennedy'ego.
Pojazdy zostały dostarczone w 1965 roku. Początkowo używane do przewozu rakiet Saturn IB oraz Saturn V podczas programów Apollo, Skylab oraz misji Sojuz-Apollo, natomiast w latach 1981–2011 do transportu wahadłowców. Crawler-transporter przewozi ładunek na Mobile Launcher Platform i po każdym starcie transportuje platformę z powrotem do VAB.
Obydwa crawler-transportery zostały zaprojektowane i zbudowane przez Marion Power Shovel (teraz Bucyrus International), używając części wyprodukowanych przez Rockwell International. Szacuje się, że koszt budowy każdego z tych pojazdów wyniósł około 14 mln dolarów. Każdy z nich jest największym pojazdem z własnym zasilaniem na świecie. Kiedy były budowane, były także największymi pojazdami na świecie, ale straciły to miano na rzecz niemieckiej koparki Bagger 288
.
Po zakończeniu programu lotów wahadłowców w 2011 roku pojazdy te zostały poddane gruntownym modyfikacjom. Jeden z nich posłuży do transportu nowej rakiety SLS i statku kosmicznego Orion, drugi natomiast będzie transportował rakiety i statki komercyjne.

## Specyfikacja techniczna
Układ napędowy transportera C-T składa się z 16 silników trakcyjnych, zasilanych przez cztery generatory o mocy 1000 kW, napędzane dwoma silnikami Diesla o mocy 2050 kW. Dwa generatory o mocy 750 kW, napędzane przez dwa silniki Diesla o mocy 794 kW, używane są do zasilania podnośników, układu kierowniczego, oświetlenia, łączności oraz wentylacji. Kolejna para generatorów (po 150 kW) zapewnia energię dla platformy, jej komputerów, systemu łączności, aparatury klimatyzacyjnej itp. Silniki wysokoprężne spalają około litr oleju napędowego na każde trzy przebyte metry. Długość transportera wynosi w przybliżeniu 39,93 m, szerokość 34,75 m, natomiast wysokość jest zmienna i regulowana i wynosi od 6,1 m do 7,9 m. Pod transporterem znajduje się układ umożliwiający ruch: cztery podwójne zestawy gąsienic. Każda z gąsienic składa się z 57 ogniw, a pojedynczy segment gąsienicy ma masę 900 kilogramów. Gąsienica ma wysokość około trzech metrów i  długość – dwunastu metrów. Kierowca pojazdu siedzi w jednej z dwóch kabin, przedniej lub tylnej. Górna powierzchnia transportera wyposażona jest w hydrauliczny system poziomujący, dzięki któremu w drodze na stanowisko startowe ładunek nie odchyla się zbytnio od pionowej osi. Stanowisko startowe znajduje się nieco wyżej niż VAB, więc trzeba na nie wjechać po pochyłości. Często podczas transportu obciążone gąsienice rozrywają się, więc ciągnikowi towarzyszą dziesiątki techników. Gdy zaniepokoi ich najmniejsza nieprawidłowość, transport zostaje wstrzymany i są usuwane usterki.   Na platformie znajdują się zbiorniki oleju napędowego o pojemności 5000 US gal (19000 l). Masa własna pojazdu to 2721 ton. Udźwig platformy do 5400 ton, tak że całość w ruchu może mieć masę 8100 ton. Prędkość maksymalna wynosi 1,6 km/h z ładunkiem i 3,2 km/h bez ładunku. Ruch może odbywać się nawet przy przeciwnym wietrze o prędkości dochodzącej do 70 km/godz. Również w tak niesprzyjających warunkach transporter zachowuje pełną stateczność.
Dla platformy skonstruowano specjalną drogę, prowadzącą od hali montażowej do kompleksu startowego. Nazwano ją Drogą do Księżyca. Ta jedyna w swym rodzaju szosa o szerokości 39,6 metra, co odpowiada ośmiopasmowej autostradzie. Po bokach ma dwa pasy szerokości po 12 metrów, a między nimi znajduje się pas środkowy. Jej powierzchnię wykonano z rzecznego żwiru. Na odcinkach prostych jej warstwa ma grubość 10 centymetrów, na zakrętach – 20 centymetrów. Pod żwirem znajduje się warstwa kruszonego kamienia grubości 120 centymetrów, pod nią 75 centymetrów sypkiego podkładu, a jeszcze głębiej, na dnie, 25 centymetrów betonu. Jednak dzięki dużej powierzchni łącznej tej części  gąsienic platformy, która styka się z drogą, jej wytrzymałość nie musiała osiągnąć olbrzymich wartości i wynosi 4,6 kg/cm². Projektanci przewidzieli, że po pierwszym próbnym przejeździe transportera z obciążeniem droga musi osiąść o około 7,5 centymetra. Tak też się stało i wtedy dopiero można było dokończyć jej budowy. Wypełniono koleiny i powstałe szczeliny i ponownie przewalcowano. Po kolejnych przejazdach platformy trwałe odkształcenia drogi były już znikome. Droga do stanowiska startowego 39A ma długość 5,5 kilometra, do 39B – 6,8 kilometrów.  